# BTR-D
Le BTR-D (en russe : БТР-Д, sigle de Бронетранспортёр-Десантный soit Véhicule de transport de troupes aéroporté) est un véhicule blindé de transport de troupes parachutable soviétique en service au sein des troupes aéroportées de la fédération de Russie. Il est conçu à l'usine de tracteurs de Volgograd (ru) (VgTZ) et est entré en service en 1974. Il fut utilisé au combat pour la première fois lors de l'invasion soviétique de l’Afghanistan.

## Historique

### Développement
Avec les premières incorporations de BMD-1 en régiments, le besoin d'un véhicule de transport de troupes similaire au BMD-1 se fait ressentir. En effet, le BMD-1 ne peut accueillir que 4 fantassins en plus des 3 opérateurs du véhicule. En parallèle, dans l'armée de terre, le BMP-1 peut embarquer 8 fantassins supplémentaires ce qui pose un véritable problème dans l'organisation tactique des VDV.
Il est alors décidé de convertir le BMD-1 en un véhicule de transport de troupes. Le travail de conception et de construction du nouveau véhicule est naturellement accordé au bureau de développement de l'Usine de tracteur de Volgograd qui avait déjà conçu le BMD-1.
Ce nouveau véhicule est alors basé sur l'Object 915 (indice GABTU du BMD-1). Le module d'arme 2A28 est retiré du véhicule ce qui libère de la place pour accueillir plus de fantassins embarqués. Le véhicule est aussi rallongé en ajoutant un galet d'entraînement supplémentaire. Le véhicule peut dorénavant accueillir 12 fantassins embarqués comparés au 4 du BMD-1.
Durant l'année 1974 des tests furent effectués afin de vérifier la viabilité des modifications apportées et notamment le galet supplémentaire. Le véhicule fut accepté en service en 1974 et la construction commença à l'Usine de tracteurs de Volgograd (ru).

### Organisation régimentaire
Le BTR-D s'inscrit dans une restructuration complète de l'organisation des régiments aéroportés soviétiques entamée depuis l'arrivée du BMD-1. Les compagnies mécanisées soviétiques aéroportées vont donc incorporer les nouveaux BTR-D aux côtés des BMD-1. La production à VgTZ (ru) de véhicules aéroportés est faible et les régiments ne vont atteindre leurs quotas de véhicules peu de temps avant la chute de l'union soviétique en 1991. Les troupes utilisant le BTR-D étaient souvent équipées d'un lance-grenades AGS-17 portatif attaché au véhicule.

### Russie contemporaine
Depuis la chute de l'Union soviétique en 1991, les troupes aéroportées russes ont repris la structuration soviétique. Le BTR-D se faisant vieillissant il est remplacé à partir de 2016 par le BTR-MD.

## Description

### Armement

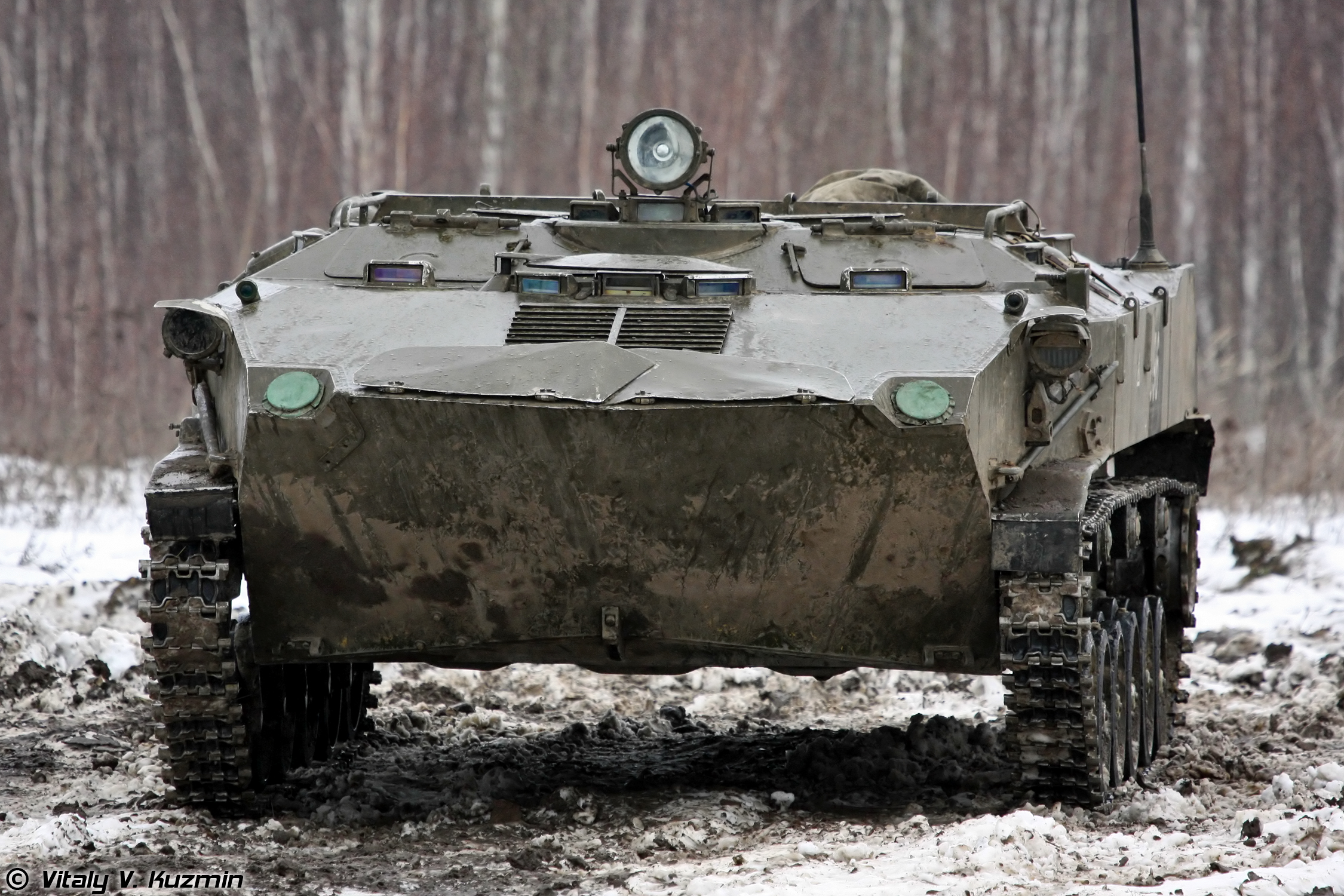
Caches en turquoise pour les mitrailleuses PKT

Le BTR-D possède deux mitrailleuses de 7,62 mm PKT à droite et à gauche de la caisse.
Des postes de tir sont disponibles pour les passagers afin qu'ils puissent utiliser leurs armes individuelles depuis l'intérieur.

### Blindage
Le blindage a été revu à la baisse comparé au BMD-1 ce qui fait qu’il ne peut résister qu'à des tirs d'armes légères et des fragments d'obus.

### Maniabilité
Le BTR-D possède un moteur 5D20 (ru) qui équipait déjà le BMD-1 et qui développe 240 ch. Il peut atteindre la vitesse de 62 km/h sur route.
Le BTR-D possède une capacité amphibie. Il peut traverser des lacs, des rivières et des fleuves à une vitesse de 10 km/h en baignade. Sa faible masse lui permet d'être parachuté depuis des avions de transport.

## Variantes
Pour étendre la mécanisation naissante des VDV, de multiples variantes du BTR-D sont nées permettant globalement d'effectuer les mêmes actions tactiques que l'armée de terre soviétique.

### Système d'artillerie

#### 2S9 Nona
Le 2S9 Nona est un mortier automoteur possédant un canon de 120 mm.

#### 1V119 Reostat
Le 1V119 est un véhicule d’observation et de contrôle pour le système 2S9.

#### 1V119-1 Reostat
Le 1V119-1 est une amélioration du 1V119 avec des équipements électroniques modernisés.

### BTR-RD Robot
Le BTR-RD est équipé d'un lanceur 9P135 ATGM pour les 9M113 Konkurs et 9K111 Fagot. La disposition de l'équipage consiste en un pilote et deux opérateurs pour le lanceur.

### BTR-D Drone
Le BTRD-D Drone est une variante équipée d'un lanceur pour le système "Malakhit Sterkh" pouvant tirer le drone Chmel 1 (ru) qui peut observer les forces ennemies jusqu'à 60 km. Ce véhicule peut gérer jusqu'à deux drones simultanément. Le système fut adopté en 1990.

### BMD-ODB
Le BMD-ODB est un véhicule de transmission équipé du récepteur satellite R-440 et d'une parabole dépliante. Ce véhicule est réservé aux états-majors des VDV pour la communication sur de longues distances et notamment avec l'état-major général.

### BMD-1KSh
Le BMD-1KSh est un véhicule de commandement avec postes de transmission supplémentaires R-123 pour le commandement tant à l'échelle régimentaire que bataillonnaire. La disposition des antennes va varier en fonction des versions du BMD-1KSh.

### BREM-D
Le BREM-D est un véhicule de dépannage équipé d'une grue hydraulique et d'une ancre terrestre.

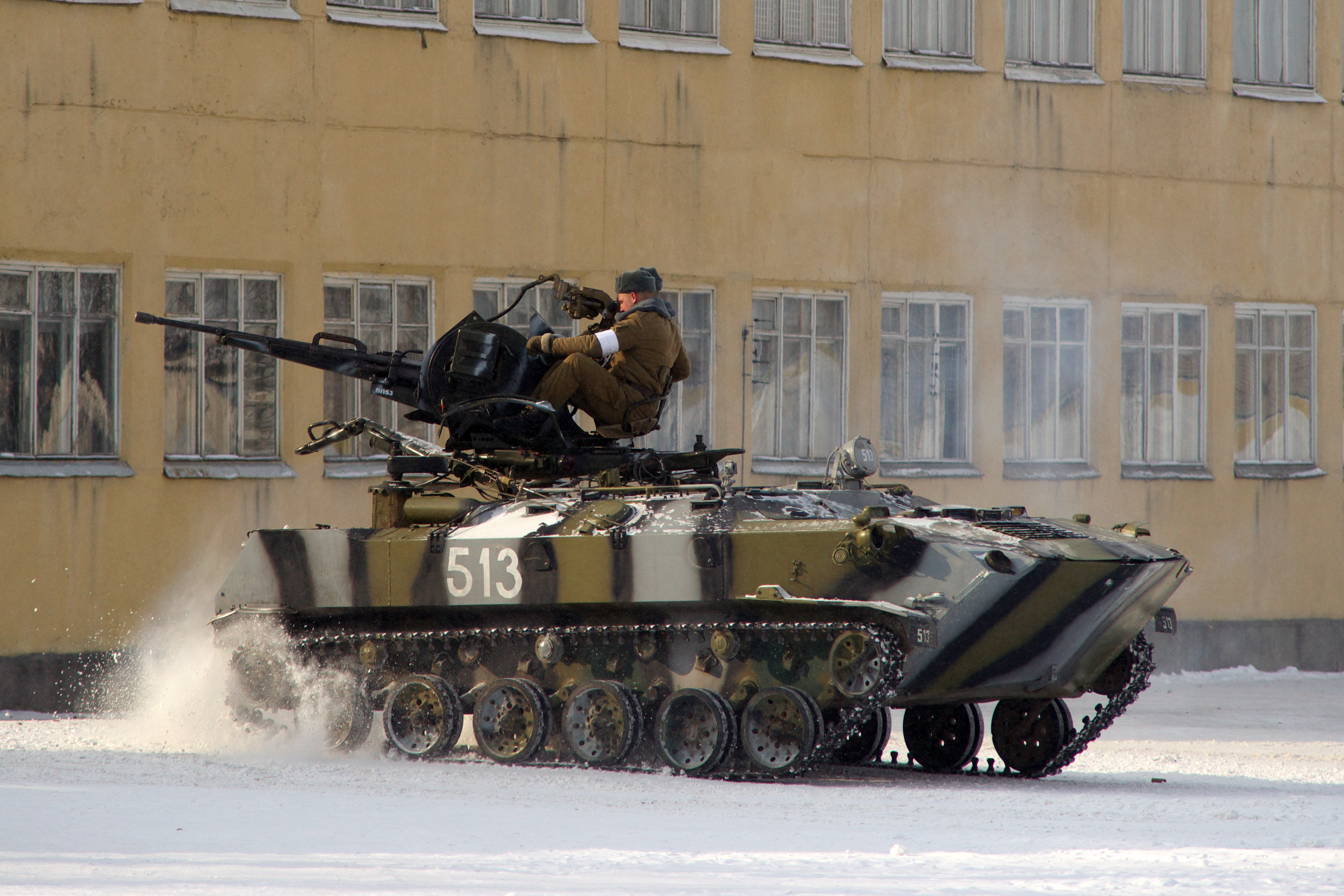
BTR-ZD de l'armée bélarus

### BTR-ZD
Le BTR-ZD est un véhicule antiaérien équipé de missiles Igla-1M ou Strela-2M. Il peut aussi recevoir le bitube de calibre 23 mm ZU-23-2.

## Utilisateurs

### Opérateurs
- Moldavie : 20 BTR-D en 1993[4], 11 en 2000[5], 9 en 2025[6].
- Ouzbékistan : 120 en 2000[5], 50 en 2025[6].
- Russie : 700 en 1993[4], 575 en 2000[5], 150 en 2025[6], environ 105 de perdue durant le conflit en Ukraine[7].
- Ukraine : 80 en 1993[4], 40 en 2000[5], 30 en 2025[6], environ 3 de perdue durant le conflit en Ukraine[8], plusieurs autre perdue entre 2014 et 2022.

### Ancien opérateurs
- Azerbaïdjan : 11 en 2000[5], ne sont plus en service en 2025.
- Bélarus : 117 en 1993[4], 22 en 2000[5], ne sont plus en service en 2025.
- URSS : 769 BTR-D en 1990, passé au états successeurs.